# لوئیس کاس
لوییس کاس، (به انگلیسی: Lewis Cass)، (زاده ۹ اکتبر ۱۷۸۲- درگذشته ۱۷ ژوئن ۱۸۶۶) یک افسر ارتش ایالات متحده و یک سیاستمدار بود. در دروره طولانی در عرصه سیاست وی فرماندار میشیگان، سفیر و سناتور بوده‌است.
کاس در اکستر شهری در ایالت نیوهمپشر زاده شده‌است. در زمان جنگ ۱۸۱۲ وی یک ژنرال بود و دریورش تامس شرکت کرد. به عنوان پاداش خدمات او از سوی رئیس جمهور وقت جمیز مدیسن در ۲۹ اکتبر ۱۸۱۳ پست فرمانداری میشیگان به وی اعطا گردید.